# Coup d'État de 1974 au Niger
Le coup d'État de 1974 au Niger est une insurrection militaire qui renverse le premier gouvernement postcolonial du Niger. Le gouvernement qui suit, bien que miné par ses propres tentatives de coup d'État, conserve le pouvoir jusqu'en 1991.

## Contexte
La sécheresse (en) de la période 1968-1972 au Sahel exacerbe les tensions au sein du gouvernement du Parti progressiste nigérien au pouvoir. Des troubles civils généralisés suivent des allégations selon lesquelles certains ministres détournent les stocks d'aide alimentaire et accusant le président Hamani Diori de consolider son pouvoir. Diori limite les nominations au cabinet à ses compatriotes Djerma, à sa famille et à ses amis proches. De plus, il acquiert de nouveaux pouvoirs en se proclamant ministre des Affaires étrangères et de la Défense. Diori est le dirigeant le plus ancien de l'Organisation de l'unité africaine, qu'il contribue à maintenir, et il est bien connu comme étant le principal négociateur international pour l'Afrique francophone.
Malgré les avertissements reçus dès 1973 concernant le manque de fiabilité de Seyni Kountché, Diori le promeut néanmoins chef d'état-major, en remplacement de Balla-Arabé affecté à la Grande Chancellerie. Outre la sécheresse, l'armée supporte mal d'être instrumentalisée pour la collecte des impôts et autres activités politiques. Peu avant le coup d'État, le gouvernement nigérien signe un traité de défense mutuelle avec la Libye, ce qui provoque la colère des militaires. Selon Kountché, plus de 3 000 tonnes de céréales sont stockées dans un entrepôt en attendant que les prix augmentent, et lorsqu'il attire l'attention de Diori sur la situation, le président ne fait rien.

## Coup d'État
Le 15 avril 1974, le lieutenant-colonel Seyni Kountché mène un coup d'État militaire qui met fin aux quatorze années de pouvoir de Diori. Le coup d'État militaire débute à 1 heure du matin le 15 avril, et presque toutes les unités, à l'exception de quelques-unes, se rallient rapidement aux putschistes. La garde personnelle du président Hamani Diori, la Garde républicaine, entièrement touarègue, est la seule unité à résister, sous les ordres de l'épouse de Diori, Aisha Diori. Elle et quelques gardes sont tués au palais présidentiel à l'aube du 15 avril. Diori, le président de l'Assemblée nationale, Boubou Hama et plusieurs autres responsables politiques du Parti progressiste nigérien à Niamey sont arrêtés lors de cette opération. Le régime de Diori est le vingt-cinquième en Afrique à tomber à la suite d'un coup d'État en onze ans.
Les raisons invoquées pour justifier le coup d'État sont la corruption généralisée, l'absence de démocratie et une trop grande attention portée aux affaires étrangères au détriment des questions intérieures. Il est suggéré que la France est impliquée d'une manière ou d'une autre dans le coup d'État en raison de ses liens avec l'industrie de l'uranium au Niger, dont elle détient le monopole de fait. Cependant, immédiatement après le coup d'État, Kountché ordonne l'expulsion du commandant en chef de la garnison française au Niger, suivi du reste de ses troupes quelques semaines plus tard. Kountché affirme que les Français cherchent à diviser l'armée nigérienne et la traitent avec condescendance.

## Conséquences
Diori est emprisonné jusqu'en 1984 et reste assigné à résidence. Les premiers actes officiels de Kountché sont la suspension de la Constitution, la dissolution de l'Assemblée nationale, l'interdiction de tous les partis politiques et la libération des prisonniers politiques. Un Conseil militaire suprême (CMS) est créé le 17 avril 1974, présidé par Kountché. Son mandat déclaré est de distribuer équitablement l'aide alimentaire et de rétablir la moralité publique. En conséquence, l'armée établit quatre centres de distribution de céréales à Zinder, Maradi, Birni-N'Konni et N'guigmi et achemine d'importantes fournitures de secours en raison de la sécheresse. Des arachides sont distribuées aux agriculteurs pour lutter contre la faim. Le conseil militaire s'engage à respecter tous les accords internationaux, réduisant ainsi la probabilité d'un renversement étranger du coup d'État.
Le Conseil national pour le développement (CND), consultatif, remplace l'Assemblée nationale. Grâce aux politiques alimentaires du nouveau gouvernement, le coup d'État est largement soutenu au sein de la population nigérienne. Bien que les partis politiques aient été interdits, les militants de l'opposition exilés sous le régime de Diori sont autorisés à rentrer au Niger à condition d'éviter toute activité politique. En août 1975, le major Sani Souna Sido tente un coup d'État contre Kountche, rapidement réprimé. Le 21 février 1976, le régime nomme une majorité de civils au gouvernement. Deux autres tentatives de coup d'État sont menées, les 15 mars 1976 et 5 octobre 1983, mais échouent toutes deux.
Malgré une période de relative prospérité, le gouvernement militaire de l'époque limite la liberté d'expression et se livre à des emprisonnements et des assassinats arbitraires. Les premières élections présidentielles ont lieu en 1993 (33 ans après l'indépendance), et les premières élections municipales n'ont lieu qu'en 2007.